# B・BLUE
「B・BLUE」（ビー・ブルー）は、日本のロックバンドであるBOØWYの楽曲。
1986年9月29日に東芝EMIのイーストワールドレーベルから4枚目のシングルとしてリリースされた。作詞は氷室京介、作曲・編曲は布袋寅泰、プロデュースは布袋および糟谷銑司が担当している。
前作「わがままジュリエット」（1986年）よりおよそ7か月ぶりにリリースされたシングルであり、5枚目のアルバム『BEAT EMOTION』（1986年）からの先行シングルとなった。軽快なビートのBOØWYサウンドを代表する曲であり、解散までの全てのライブにおいて演奏され同バンドの代表曲となった。
オリコンチャートでは最高位7位となり、BOØWYとしては初のトップ10入りを果たした。

## 音楽性とタイトル
アルバム『BEAT EMOTION』のために書き下ろされた曲。『音楽誌が書かないJポップ批評18 BOØWYと「日本のロック」』では、「軽快なビートにキレのあるボーカルがドラマティックに絡み、BOØWYサウンドのひとつの頂点を極めた曲」であると記載されている。
当初は「BABY BLUE」および「TRUE BLUE」というタイトルが候補となっていたが、ありきたりなタイトルであるという理由で「B・BLUE」に変更となった。また、同時期にアメリカ合衆国の女性歌手であるマドンナが同名のシングル「トゥルー・ブルー」をリリースした事も変更の要因となった。『音楽誌が書かないJポップ批評43 21世紀のBOØWY伝説』にてライターの安部薫は、小説家である松浦寿輝による「宮沢賢治が使用する『青』の中に残酷さと幸福感が存在する」という一文を参照した上で、「孤独な心の住処である夜の暗闇の『青』と、傷つきながらもそこからの飛翔を予感させる空の『青』が歌詞に織り込まれているあたりは、賢治の『青』と共通するものがある」と述べ、また歌詞中の「乾いた風」は群馬県人であるが故の「空っ風」のイメージであるとも述べている。

## プロモーション
BOØWYのプロモーションに関してはレコード会社のプロモーターに一任せず、ストリート感覚を持つ学生を中心としたプロモーション展開がなされており、学生を中心とした「B・BLUE BOYS」というボランティアチームが結成され、本作リリース日には「B・BLUE」と表示されたキャップを被ったチーム員が歩行者天国を移動するなどのプロモーションが行われた。
BOØWYとしては初のヒットを記録したシングルであり、発売当時にはTBS系音楽番組『ザ・ベストテン』（1978年 - 1989年）にもランクインしたが、司会者の思惑通りになってしまう事や待ち時間の長さを危惧したために出演拒否を続ける事になった。一方で1986年11月5日放送のフジテレビ系音楽番組『夜のヒットスタジオDELUXE』（1985年 - 1989年）には同曲で出演し、ギタリストの布袋が当時妻であった山下久美子との夫婦喧嘩で手を骨折してしまったエピソードを語っている。また同年12月3日放送の同局のバラエティ番組『オールナイトフジ』（1983年 - 1991年）にも出演し、本作の他に「BEAT SWEET」および「ONLY YOU」を演奏した。

## チャート成績
オリコンチャートにおいて、最高位7位となり、リリース当初は登場週数15回で売り上げ枚数は13.1万枚であったが、最終的には登場週数7回で売り上げ枚数は13.7万枚となった。

## ミュージック・ビデオ
前作に続き、正式なミュージック・ビデオが制作されている。監督は邱世源。特にストーリーなどはなく、バックに花があしらわれた舞台で4人のメンバーが演奏している内容となっている。

## ライブ・パフォーマンス
初披露は本作リリース前の1986年8月4日に都有三号地で行われた「ROCK STAGE in 新宿」で、イントロのドラムソロにギターとベースが重ねられていたり歌詞が若干違った。
リリース後は必ずライブで演奏されている。『BEAT EMOTION』を受けたコンサートツアー「ROCK'N ROLL CIRCUS TOUR」や「“LAST GIGS”」では1曲目に、1987年のイベント出演時や同年に開催された「CASE OF BOØWY」「DR.FEELMAN'S PSYCHOPATHIC HEARTS CLUB BAND TOUR」では「WORKING MAN」のアウトロと本曲のイントロが重なる形で演奏された。
詞の最後の一節「Girls」の部分は低い音程で歌唱される事が多かったが、最終公演となった「“LAST GIGS”」では高い音程で歌唱された。
BOØWY解散から28年後、氷室のライブ活動休止前最後のステージとなった「KYOSUKE HIMURO LAST GIGS」最終公演において、最後に演奏されたのは本楽曲である。当初の予定ではセットリストに含まれていなかったが急遽追加されたという。また、布袋と高橋は同公演を鑑賞したことをそれぞれブログで明らかにしている。

## メディアでの使用
少年隊主演の映画『19 ナインティーン』（1987年）では挿入歌のひとつとして、柳生博が登場する後半のドライブシーンで流れている。また、TBS系列で放送されているバナナマンとサンドウィッチマンのバラエティ番組『バナナサンド』のオープニングでも使われている。

## カバー
- The Spy“C”Dildog - 『BOØWY Tribute』（2003年）[12]
- 滝沢乃南 - シングル（2007年）
  - レコーディングでは元BOØWYメンバーの高橋まことがドラムで参加している。

## シングル収録曲
| 全編曲: 布袋寅泰。 |                 |           |           |      |
| #                  | タイトル        | 作詞      | 作曲      | 時間 |
| 1.                 | 「B・BLUE」     | 氷室京介  | 布袋寅泰  | 3:57 |
| 2.                 | 「WORKING MAN」 | 松井恒松  | 布袋寅泰  | 2:44 |
| 合計時間:          | 合計時間:       | 合計時間: | 合計時間: | 6:41 |

## スタッフ・クレジット

### BOØWY
- 氷室京介 - ボーカル
- 布袋寅泰 - ギター、コーラス
- 松井恒松 - ベース
- 高橋まこと - ドラムス

### スタッフ
- 布袋寅泰 - サウンド・プロデューサー
- 坂元達也 - レコーディング、リミックスエンジニア
- 川口聡 - アシスタント・エンジニア
- 園田一恵 - アシスタント・エンジニア
- 岡崎ヨシオ - マスタリング・エンジニア
- カッツ三宅 - アートディレクション、デザイン
- 加藤正憲 - 撮影
- TACO AIDA - スタイリスト
- 糟谷銑司（ユイ・ロック・プロジェクト） - プロデューサー
- 子安次郎（東芝EMI） - ディレクター
- 土屋浩（ユイ・ロック・プロジェクト） - マネージャー
- ゾンビ鈴木 - ローディー
- ワンワン関口 - ローディー
- 後藤由多加 - エグゼクティブ・プロデューサー
- 石坂敬一 - エグゼクティブ・プロデューサー

## 収録アルバム

### B・BLUE
スタジオ音源
- 『BEAT EMOTION』（1986年）
- 『“SINGLES”』（1988年）
- 『THIS BOØWY』（1998年）
- 『THIS BOØWY DRASTIC』（2007年）
- 『BOØWY THE BEST "STORY"』（2013年）

ライブ音源
- シングル「ONLY YOU」B面（1986年）
- 『“LAST GIGS”』（1988年） - 1988年4月5日の東京ドーム公演から収録。
- 『“GIGS” CASE OF BOØWY』（2001年） - 1987年7月31日のワールド記念ホール、1987年8月7日の横浜文化体育館公演から収録。
- 『GIGS at BUDOKAN BEAT EMOTION ROCK'N ROLL CIRCUS TOUR 1986.11.11〜1987.02.24』（2004年） - 1987年2月24日の日本武道館公演から収録。
- 『“GIGS” CASE OF BOØWY COMPLETE』（2007年）
- 『“LAST GIGS” COMPLETE』（2008年）

### WORKING MAN
スタジオ音源
- 『BEAT EMOTION』（1986年）
- 『“SINGLES”』（1988年）
- 『THIS BOØWY』（1998年）
- 『BOØWY THE BEST "STORY"』（2013年）

ライブ音源
- 『“LAST GIGS”』（1988年）
- 『“GIGS” CASE OF BOØWY』（2001年）
- 『GIGS at BUDOKAN BEAT EMOTION ROCK'N ROLL CIRCUS TOUR 1986.11.11〜1987.02.24』（2004年）
- 『“GIGS” CASE OF BOØWY COMPLETE』（2007年）
- 『“LAST GIGS” COMPLETE』（2008年）

## リリース履歴
1986年9月29日に東芝EMIのイーストワールドレーベルから7インチレコードの形態でリリースされた。アートワークはペーパースリーブジャケット。シングル盤でありながらドーナツ盤用のアダプターを使わないLPと同じセンターホールでプレスされている。ジャケットと同デザイン、ほぼ同サイズのステッカーが初回プレスのみ付属。
1989年5月24日には8センチCDの形態で再リリースされた。
2013年2月27日にはCD-BOX『BOØWY SINGLE COMPLETE』に収録されて再リリースされた。
| No. | 日付          | レーベル                                    | 規格              | 規格品番   | 最高順位 | 備考                          |
| --- | ------------- | ------------------------------------------- | ----------------- | ---------- | -------- | ----------------------------- |
| 1   | 1986年9月29日 | 東芝EMI／イーストワールド                   | EP                | WTP-17896  | 7位      |                               |
| 2   | 1989年5月24日 | 東芝EMI／イーストワールド                   | 8センチCD         | XT10-2355  | -        |                               |
| 3   | 2013年2月27日 | EMIミュージック・ジャパン／イーストワールド | ブルースペックCD2 | TOCT-98023 | -        | 『BOØWY SINGLE COMPLETE』収録 |